# Димитър Жеков
Димитър Жеков е български учител и общественик, живял в лудогорското село Желязковец през първата половина на XX век.
Той е автор на откритието на първото свидетелство за заселването в района на Желязковец – глинен идол от IV хилядолетие пр.н.е., открит през 1923 г. в селищната могила Маал юк в землището на селото. През този период управлението на БЗНС въвежда трудови дни, през които учителят провежда разкопки с местни ученици.
През 1928 г. в училището на Желязковец Димитър Жеков основава местен клон на дружеството „Червен кръст“.